# オットー・ツー・エッティンゲン＝シュピールベルク
オットー・カール・ツー・エッティンゲン＝エッティンゲン・ウント・エッティンゲン＝シュピールベルク（Fürst Otto Karl zu Oettingen-Oettingen und Oettingen-Spielberg, 1815年1月14日 エッティンゲン - 1882年4月29日 ミュンヘン）は、ドイツのシュタンデスヘル。エッティンゲン＝エッティンゲン侯及びエッティンゲン＝シュピールベルク侯。

## 生涯
エッティンゲン＝エッティンゲン侯及びエッティンゲン＝シュピールベルク侯アロイス3世と、カール・フィリップ・フォン・ヴレーデ侯の娘アマーリエ・アウグステ（1796年 - 1871年）の間の長男。
ミュンヘン大学で法学を専攻。1839年在ウィーン公使館付き駐在武官、1855年バイエルン国王付き侍従長及び宮内長官となる。1871年、イタリアに教皇領を占拠された直後のローマ教皇庁にバイエルン国王の使節として赴き、外交交渉を行った。1870年ヴュルテンベルク王冠勲章大十字章を、1874年フリードリヒ勲章を受けた。父から侯爵家の家族世襲財産を相続し、農地の改良などを通じて財産をさらに増やすことができた。1843年より終身でバイエルン王国参議院議員を務めた。
1841年より1874年まで、ヴュルテンベルク貴族院議員でもあった。ところが、ヴュルテンベルク王国領内に大規模所領（ダンバッハ騎士領及びエルヴァンゲン代官領）を所有していることを根拠とする議員資格に疑義が差し挟まれ、1862年から1864まで投票資格を一時停止された。ところがこの議員資格の是非に関しては邦議会の最終的な結論が出なかったため、1864年貴族院議員に復帰した。1871年、長男フランツ・アルブレヒトに議員職を譲った。1874年、ヴュルテンベルク邦議会で特権的な貴族の封土を廃止する法律が通過し、それに伴ってエッティンゲン家のダンバッハ騎士領に付帯する封土特権が消滅したため、エッティンゲン侯家の議席は消滅した。
1843年11月6日プルスカウで、伯爵令嬢ゲオルギーネ・クレメンティーネ・フォン・ケーニヒスエッグ＝アウレンドルフ（1825年 - 1877年）と結婚、4人の子をもうけた。
- クレメンティーネ・マリー（1844年 - 1894年） - 1870年クレメンス・フォン・ヴァルトブルク・ツー・ツァイル・ウント・トラウフブルク伯爵と結婚
- カミーラ・アマーリエ・カロリーネ・ノトゲレ（1845年 - 1888年） - 1870年ヴィンディシュ＝グレーツ侯子エルンスト・フェルディナントと結婚
  - オットー・ツー・ヴィンディシュ＝グレーツ（1873年 - 1952年） - 1902年にオーストリア大公女エリーザベトとの結婚に際し侯位（一代限り）を受爵
- フランツ・アルブレヒト・ヨハン・アロイス・ノトガー（1847年 - 1916年） - 侯爵、1878年メッテルニヒ＝ヴィンネブルク侯女ゾフィー[3]と結婚
  - エリーザベト・パウリーネ・ゲオルギーネ・マリー・ノトゲラ（1886年 - 1976年） - 1910年ラティボル公ヴィクトル3世と結婚
- エミール・フランツ・ノトガー（1850年 - 1919年） - 侯爵、1878年伯爵令嬢ベルタ・エステルハージ・デ・ガランタと結婚

## 引用
1. ↑  Hof- und Staatshandbuch des Königreichs Württemberg 1877, S. 23
2. ↑  Hof- und Staatshandbuch des Königreichs Württemberg 1901 S. 76.
3. ↑  パウリーネ・フォン・メッテルニヒ侯爵夫人とその夫リヒャルト・クレメンス・フォン・メッテルニヒ侯爵の長女。